# Oconee (Illinois)
Oconee és una població dels Estats Units a l'estat d'Illinois. Segons el cens del 2000 tenia 202 habitants.

## Demografia
Segons el cens del 2000, Oconee tenia 202 habitants, 78 habitatges, i 64 famílies. La densitat de població era de 216,6 habitants/km².
Dels 78 habitatges en un 46,2% hi vivien nens de menys de 18 anys, en un 71,8% hi vivien parelles casades, en un 2,6% dones solteres, i en un 17,9% no eren unitats familiars. En el 16,7% dels habitatges hi vivien persones soles l'11,5% de les quals corresponia a persones de 65 anys o més que vivien soles. El nombre mitjà de persones vivint en cada habitatge era de 2,59 i el nombre mitjà de persones que vivien en cada família era de 2,89.
Per edats la població es repartia de la següent manera: un 26,2% tenia menys de 18 anys, un 11,4% entre 18 i 24, un 23,8% entre 25 i 44, un 18,3% de 45 a 60 i un 20,3% 65 anys o més.
L'edat mediana era de 36 anys. Per cada 100 dones de 18 o més anys hi havia 98,7 homes.
La renda mediana per habitatge era de 38.750 $ i la renda mediana per família de 41.250 $. Els homes tenien una renda mediana de 23.750 $ mentre que les dones 15.313 $. La renda per capita de la població era de 14.068 $. Aproximadament el 3,2% de les famílies i el 3,6% de la població estaven per davall del llindar de pobresa.

## Poblacions més properes
El següent diagrama mostra les poblacions més properes.